# Kontinuitetsekvationen
Kontinuitetsekvationen är en ekvation baserad på Reynolds transportteorem (RTT). Kontinuitetsekvationen är ett uttryck för villkoret att massa varken skapas eller försvinner vid ett strömningsförlopp.

## Grundform
Den extensiva storheten B gäller då massa varför den intensiva storheten β blir 1 eftersom:
{\displaystyle \beta ={dm \over dm}=1}
RTT blir då:
{\displaystyle {d\mathbf {m} _{syst} \over dt}={d \over dt}{\Big (}\int _{kv}\rho dV{\Big )}+\int _{ky}\rho {\Big (}\mathbf {V} _{r}\cdot \mathbf {n} {\Big )}dA},
där kv står för kontrollvolym, ky för kontrollyta, ρ för densiteten, A för area, V för hastighet. {\displaystyle \mathbf {V} _{r}} är en relativ hastighetsvektor medan {\displaystyle \mathbf {n} } är en enhetsvektor som är negativ för inflöde och positiv för utflöde. Dock är {\displaystyle {d\mathbf {m} _{syst} \over dt}} lika med noll för en kontrollvolym.
Kontinuitetsekvationen är:
{\displaystyle {d \over dt}{\Big (}\int _{kv}\rho dV{\Big )}+\int _{ky}\rho {\Big (}\mathbf {V} _{r}\cdot \mathbf {n} {\Big )}dA=0}
Kontinuitetsekvationen förenklas beroende på situation. 

## Fix kontrollvolym
{\displaystyle \mathbf {V} _{r}=\mathbf {V} } och {\displaystyle {d \over dt}\int =\int {\delta  \over \delta t}}, dvs.
{\displaystyle \int _{kv}{\delta \rho  \over \delta t}dV+\int _{ky}\rho {\Big (}\mathbf {V} \cdot \mathbf {n} {\Big )}dA=0}

## Endimensionell, stationär strömning i fix kontrollvolym
Vid stationär strömning är {\displaystyle {\delta \rho  \over \delta t}\equiv 0}
Vid endimensionell, stationär strömning i en fix kontrollvolym gäller då:
{\displaystyle \sum {\Big (}\rho VA{\Big )}_{ut}=\sum {\Big (}\rho VA{\Big )}_{in}}, vilket ger att:
{\displaystyle \sum {\dot {m}}_{ut}=\sum {\dot {m}}_{in}=konstant}
Vid inkompressibelt flöde är densiteten konstant genom hela fluiden. Alltså gäller att {\displaystyle {\delta \rho  \over \delta t}\equiv 0}. 

## Inkompressibelt flöde med fix kontrollvolym
{\displaystyle \int _{ky}\rho {\Big (}\mathbf {V} \cdot \mathbf {n} {\Big )}dA=0\ <=>\ \int _{ky}{\Big (}\mathbf {V} \cdot \mathbf {n} {\Big )}dA}

## Endimensionell, inkompressibel strömning genom kontrollvolym
{\displaystyle \sum {\Big (}VA{\Big )}_{ut}=\sum {\Big (}VA{\Big )}_{in}} dvs. {\displaystyle \sum Q_{ut}=\sum Q_{in}} och {\displaystyle \sum {\dot {m}}_{ut}=\sum {\dot {m}}_{in}}